# Haemulon squamipinna
Haemulon squamipinna är en fiskart som beskrevs av Rocha och Rosa, 1999. Haemulon squamipinna ingår i släktet Haemulon och familjen Haemulidae. Inga underarter finns listade i Catalogue of Life.